# Lenguas na-dené
Na-dené es una familia de lenguas del noroeste de Norteamérica. Está conformada por las lenguas tlingit, eyak y el conjunto de lenguas atabascanas, como las lenguas apaches, el navajo y el chipewyan, entre otras. La mayor parte de ellas son lenguas tonales, aunque se ha podido probar que el tono es un desarrollo reciente.
Una de las principales polémicas históricas con respecto a esta familia ha sido el estatus del haida. Sapir sugirió en 1915 que el haida debía incluirse en la familia na-dené, pero investigaciones posteriores mantienen la controversia al respecto. Otro tema que ha producido intensa investigación durante los inicios del siglo XXI es la posibilidad del parentesco con las lenguas yeniseicas.

## Historia

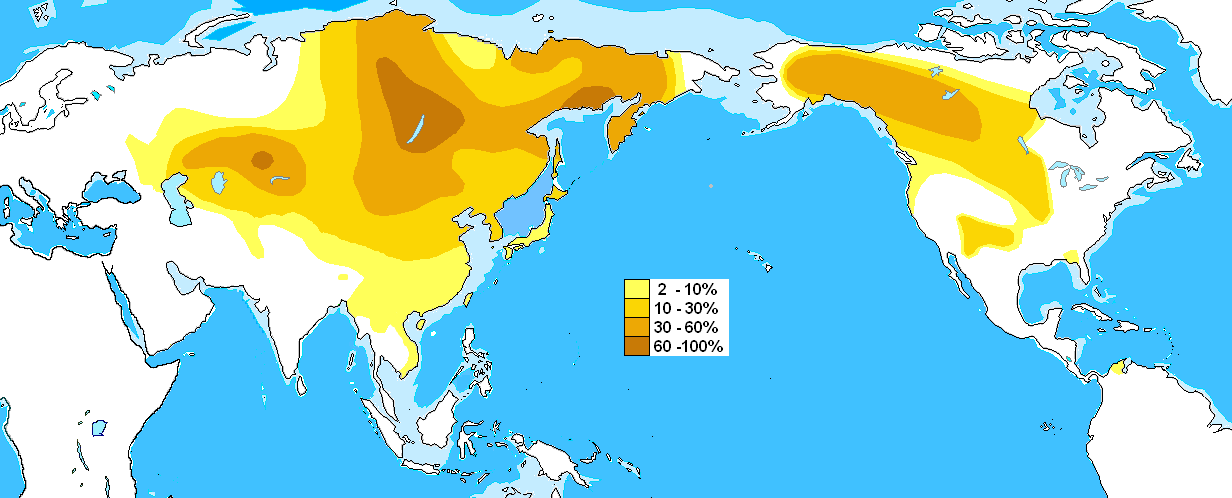
Distribución del haplogrupo C2 en las poblaciones autóctonas de América y Asia. Esta marca genética aparece correlacionada en América con la expansión de las lenguas na-dené.

El término na-dené fue propuesto originalmente por Edward Sapir para designar un conjunto de lenguas presuntamente emparentadas que incluían a las lenguas atabascanas, al tlingit y al haida (en ese entonces se desconocía la existencia del eyak, lengua más estrechamente emparentada con el atabascano que el tlingit). La hipótesis de que estas lenguas podrían estar relacionadas apareció en el trabajo de Sapir de 1915 «The Na-Dene languages: A preliminary report», donde describe la elección del nombre:

El nombre que he elegido para la cepa, Na-dene, puede justificarse por referencia al n.º 51 del vocabulario comparado. 51 del vocabulario comparativo. Dene, en varias formas dialécticas, es un término athabasco muy extendido para «persona, gente»; el elemento *-ne (*-n, *-η) que forma parte de él es una antigua raíz para «persona, gente» que, como sufijo o prefijo, se usa frecuentemente en athabasco en ese sentido. Es cognado con H. na «habitar; casa» y Tl. na «gente». El término compuesto Na-dene designa así por medio de tallos nativos a los hablantes de las tres lenguas en cuestión, además de continuar el uso del antiguo término Dene para la rama athabaska del tronco.

El trabajo moderno apunta a que la hipótesis de parentesco de Sapir encuentra vínculos demostrables entre el tlingit y el grupo atabascano, aunque no hay evidencia ampliamente reconocida para incluir en la familia na-dené al haida. Posteriormente a la propuesta de Sapir se identificó el eyak como una lengua de la familia na-dené.
La primera controversia surge pronto con Goddard en 1920, quien dudaba de la conexión tlingit-atabascano. Mas la hipótesis na-dené de Sapir con la inclusión del haida, tuvo gran apoyo en Dell Hymes 1956, Heinz-Jürgen Pinnow desde 1958 y Greenberg 1987.
La hipótesis Sapir tuvo el rechazo de varios especialistas, destacando en ello Michael Krauss desde 1964 y Levine 1979. Sin embargo, Pinnow ha continuado presentando evidencias incluso en publicaciones más recientes (2006), desarrollando ampliamente las relaciones tlingit-eyak-atabascano-haida a nivel fonológico, morfofonológico, etimológico y gramatical.

## Perfil tipológico del Atabasko-Eyak-Tlingit
Todas estas lenguas comparten una estructura verbal prefijativa muy compleja en la que los marcadores de tiempo y humor se interdigitan entre los marcadores de concordancia de sujeto y objeto. El sello morfológico de la familia es una serie de prefijos que se encuentran directamente antes de la raíz del verbo y que aumentan o disminuyen la transitividad de la palabra verbal. Estos prefijos, conocidos tradicionalmente como «clasificadores», derivan históricamente de una combinación de tres clases distintas de morfemas y no se encuentran en ninguna otra familia de lenguas nativas americanas.
El sistema de fonemas contiene un gran número de consonantes dorsales (velares o uvulares) (que en muchas lenguas athabascanas modernas son palatales y velares, correspondientemente) así como una ausencia general de labiales obstruyentes (excepto donde /b/ ha surgido de *w). En la fonología histórica hay una tendencia generalizada, observable en muchas lenguas athabascanas, a que las distinciones tonales fonémicas surjan de rasgos glotales que originalmente se encontraban al final de la sílaba. Los rasgos glotales en cuestión son a menudo evidentes en eyak o tlingit. Estas lenguas son tipológicamente inusuales por contener una amplia prefijación y, sin embargo, ser SOV y postposicionales, características normalmente asociadas a las lenguas sufijadoras.

## Propuestas de relaciones genealógicas más profundas entre el atabasko-eyak-lingit
A principios del siglo XIX se sugirió una conexión genealógica entre las lenguas tlingit, eyak y atabasko, pero no se aceptó universalmente hasta mucho más tarde. La Haida, con 15 hablantes fluidos (M. Krauss, 1995), fue vinculada originalmente al tlingit por Franz Boas en 1894. Tanto el haida como el tlingit fueron vinculados al athabaskan por Edward Sapir en 1915. Lingüistas como Lyle Campbell (1997) consideran hoy que las pruebas no son concluyentes. Han clasificado el haida como una lengua aislada. Para enfatizar la exclusión del haida, Campbell se refiere a la familia lingüística como Athabaskan-Eyak-Tlingit en lugar de Na-Dene. En 2010 Jeff Leer publicó amplios materiales primarios sobre lo que él denomina PAET (Proto-Athabaskan-Eyak-Tlingit).

### Dené-Yeniseiana
En 2008, Edward Vajda de la Western Washington University presentó pruebas que sugerían que las lenguas na-dene (atabaskano-eyak-lingit) podrían estar relacionadas con las lenguas yeniseianas (o yeniseicas) de Siberia, cuyo único representante vivo es la lengua ket.
La evidencia clave de las metodologías comparativas actuales incluyen homologías en los prefijos verbales y también una correspondencia sistemática entre la distribución de los tonos ket y las articulaciones consonánticas encontradas en el athabaskan-eyak-lingit. El artículo de Vajda ha recibido críticas favorables de varios expertos en lenguas na-dene y yeniseicas, como Michael Krauss, Jeff Leer, James Kari y Heinrich Werner, así como de otros lingüistas de renombre, como Bernard Comrie, Johanna Nichols, Victor Golla, Michael Fortescue y Eric Hamp. La conclusión de este seminario fue que la comparación con los datos yeniseic muestra que Haida no puede ser clasificado en una unidad genealógica con Atabasko-Eyak-Tlingit.

### Sino-Tibetano
Un vínculo entre las lenguas na-dené y las sino-tibetanas, conocido como sino-dené fue propuesto por Edward Sapir. Hacia 1920 Sapir se convenció de que el na-dené estaba más estrechamente relacionado con el sino-tibetano que con otras familias americanas.  Escribió una serie de cartas a Alfred Kroeber en las que hablaba con entusiasmo de una conexión entre na-dene e «indochino». En 1925, se publicó en Science Supplements un artículo de apoyo que resumía sus pensamientos, aunque no escrito por él, titulado «The Similarities of Chinese and Indian Languages». 
La propuesta Dené-Yeniseiana de Edward Vadja renovó el interés de lingüistas como Geoffrey Caveney (2014) por buscar apoyo a la hipótesis Sino-Dené. Caveney consideraba plausible un vínculo entre el sinotibetano, el na-dené y el yeniseiano, pero no apoyaba la hipótesis de que el sinotibetano y el na-dené estuvieran relacionados con las lenguas caucásicas (sino-caucásico y dené-caucásico). 
Un análisis realizado en 2023 por David Bradley utilizando las técnicas estándar de la lingüística comparada apoya un vínculo genético distante entre las familias lingüísticas sinotibetana, na-dené y yeniseiana. Bradley sostiene que cualquier similitud que el sinotibetano comparta con otras familias lingüísticas de la zona de Asia Oriental, como el hmong-mien, las altaicas (que en realidad es un sprachbund), el austroasiático, el kra-dai y el austronesio, se produjo por contacto; pero como no ha habido ningún contacto reciente entre las familias lingüísticas sinotibetana, na-dené y yeniseiana, entonces cualquier similitud que estos grupos compartan debe ser residual.

### Otras propuestas
Según la controvertida clasificación de las lenguas nativas de Norteamérica de Joseph Greenberg, el na-dené (incluida la haida) es uno de los tres principales grupos de lenguas nativas habladas en América. Partidarios contemporáneos de la teoría de Greenberg, como Merritt Ruhlen, han sugerido que la familia lingüística na-dené representa una migración distinta de personas de Asia al Nuevo Mundo que se produjo hace entre seis y ocho mil años, lo que la sitúa unos cuatro mil años más tarde que la migración anterior a América de hablantes de Amerind; ésta sigue siendo una hipótesis no demostrada.  Ruhlen especula con la posibilidad de que los hablantes de Na-Dené llegaran en barcos, asentándose inicialmente cerca de Haida Gwaii, actualmente en Columbia Británica, Canadá.
Bouda, en varias publicaciones de los años 1930 a 1950, describió una red lingüística que (además del yeniseo y el sinotibetano) incluía también caucásicas, y burushaski, algunas de cuyas formas han recibido el nombre de sino-caucásicas. Los trabajos de R. Bleichsteiner y O.G. Tailleur, el fallecido Sergei A. Starostin y Sergei L. Nikolayev han intentado confirmar estas conexiones. Otros que han desarrollado la hipótesis, a menudo ampliada a Dené-caucásico, incluyen a J.D. Bengtson, V. Blažek, J.H. Greenberg (con M. Ruhlen), y M. Ruhlen.  George Starostin continúa el trabajo de su padre en los campos yeniseo, sino-caucásico y otros. 
Esta teoría es muy controvertida o considerada obsoleta por otros lingüistas.

## Clasificación
Las lenguas na-dené según Cook y Rice (1989) se clasifican del siguiente modo:
- Tlingit-atabascano-eyak
  - Tlingit
    - Idioma tlingit 1.000 (1980);[31] 500 (1994);[32] 1.430 hablantes (2000-2001)[33]

  - Atabascano-eyak
    - Eyak
      - Idioma eyak †

    - Atabascanas
      - Atabascanas septentrionales(chipewyan, alto tanana, gwich'in, tłįchǫ (dog-rib), etc.)
      - Atabascanas de la costa del Pacífico (hupa)
      - Apacheanas (apache-kiowa, apache-navajo)

- Haida
  - Idioma haida
    - Norteño 45 (1995)[34]
    - Sureño 10 (1995)[35]

Como es sabido, otros autores han propuesto que el idioma haida está remotamente relacionado con las lenguas anteriores. Esta propuesta se remonta a Edward Sapir (1915), aunque actualmente muchos especialistas rechazan la inclusión del haida en las lengua na-dené.

## Parentesco con otras familias

### Hipótesis dené-yeniseica

Lenguas dené-yeniseas de acuerdo con la hipótesis de Vajda.

Alfredo Trombetti fue el primero en proponer, en 1923, una relación entre las lenguas na-dené y las lenguas del Yenisei. Michael Fortescue documentó las relaciones entre el idioma ket y las lenguas na-dené. Merritt Ruhlen en 1998 también sostuvo argumentos en favor de la hipótesis dené-yeniseica.
En marzo de 2008, el profesor Edward Vajda de la Western Washington University publicó un trabajo que resumía diez años de investigación, basada en la morfología verbal y en la reconstrucción de varias protolenguas, donde se mostraba evidencia de que las lenguas na-dené están relacionadas con las lenguas yeniseicas de Siberia (Vajda 2008). Este trabajo ha sido favorablemente considerado por varios especialistas, pero también ha recibido críticas como la de Lyle Campbell, que considera insuficiente aun la evidencia presentada por Vajda.

|  | Tlingit                                             |
|  |                                                     |
|  | \| \| Eyak \| \| \| \| \| \| Atabascano \| \| \| \| |
|  |                                                     |
|  | Eyak                                                |
|  |                                                     |
|  | Atabascano                                          |
|  |                                                     |

|  | Eyak       |
|  |            |
|  | Atabascano |
|  |            |

|  | Tlingit                                             |
|  |                                                     |
|  | \| \| Eyak \| \| \| \| \| \| Atabascano \| \| \| \| |
|  |                                                     |
|  | Eyak                                                |
|  |                                                     |
|  | Atabascano                                          |
|  |                                                     |

|  | Eyak       |
|  |            |
|  | Atabascano |
|  |            |

Una investigación publicada en 2014 ha aportado nuevas evidencias sobre esta hipótesis: Mark A. Sicoli y Gary Holton codificaron un conjunto de datos sobre características tipológicas de las lenguas na-dene y ket y probaron el ajuste entre los datos y las filogenias lingüísticas, obteniendo resultados que apoyan la hipótesis de una conexión dené-yeniseica y que sugieren una dispersión de la protolengua desde Beringia, tanto hacia Siberia, como hacia América.
Para Sicoli y Hilton, las lenguas ket y las de la costa pacífica norteamericana, antes de separarse entre ellas, se habrían separado primero de las del interior de Alaska y Norteamérica:
|  | Lenguas yeniseicas           |
|  |                              |
|  | Tlingit - Eyak               |
|  |                              |
|  | Lenguas na-dené del Pacífico |
|  |                              |

|  | Lenguas na-dené del Interior |
|  |                              |

|  | Lenguas yeniseicas           |
|  |                              |
|  | Tlingit - Eyak               |
|  |                              |
|  | Lenguas na-dené del Pacífico |
|  |                              |

|  | Lenguas na-dené del Interior |
|  |                              |

### Dené-caucásico
Otra hipótesis anterior, muy controvertida, es la de Joseph Greenberg, quien plantea que las lenguas na-dené se originaron en una migración específica de Asia a América hace 8000 a 6000 años, diferenciada de la migración esquimo-aleutina y del resto de los amerindios. Esta teoría extiende la controvertida hipótesis del lingüista ruso Sergéi Stárostin, de que la familia na-dené es parte de la macrofamilia dené-caucásica.

## Descripción lingüística
Tanto el primer diccionario y la primera gramática de una lengua na-dené aparecieron sólo en el último cuarto del siglo XIX. El trabajo de campo y la mejora de la documentación de las lenguas de esta familia permitió establecer una clasificación razonable de las ramas de la familia, así como una reconstrucción aceptable del proto-atabascano-eyak.

### Comparación léxica
Los numerales para diferentes lenguas na-dené son:
| GLOSA | Atabascano      | Atabascano         | Atabascano    | Eyak        | Tlingit      | PROTO- NA-DENÉ |
| GLOSA | PROTO- BAB.-CAR | PROTO- PAC.-OREGÓN | PROTO- APACHE | Eyak        | Tlingit      | PROTO- NA-DENÉ |
| ----- | --------------- | ------------------ | ------------- | ----------- | ------------ | -------------- |
| '1'   | *ĩtɬah          | *ɬaː-              | *táɬaʼáí      | tɬ͡inhɢ-ih   | tɬʰéːxʼ      | *tɬәh          |
| '2'   | *nanki          | *naːxi             | *náˑʔki       | la’d-ih     | téːχ         | *dәːx          |
| '3'   | *taq’i          | *taːɣi             | *táˑʔgi       | t’uhtɬ͡ga’   | nʌ́sʼk        |                |
| '4'   | *tink’e         | *t’ənʧi            | *dɪ́ˑŋgi       | qAlahqa’ga’ | taːxʼúːn     | *tɨnx-         |
| '5'   | *s-kʷənlai      | *ʂxoːɬaʔ           | *ašdlaʼi      | ʧ’aːn’-ih   | kʰeːʧɪ́n      | *              |
| '6'   | *(i)ɬkə-taq’i   | *k’wostʰaːni       | *gostáˑn      | ʦi’iːn      | tɬʰeːtuːʃʊ́   | *              |
| '7'   |                 | *sʧet’e            | *gostsʼidi    | la’diʦ’iːn  | tʌχʔʌtuːʃʊ́   | *              |
| '8'   | *(i)ɬkə-tink’e  | *nahkantu          | *tsáˑʔpi      | q’adiʦ’iːn  | nʌsʼkʔʌtuːʃʊ́ | *              |
| '9'   |                 | *ɬanti             | *ngostʼáí     | guʦ’dæ:     | kuːʃʊ́q       | *kuʦ’-         |
| '10'  | *hwonize(?)     | *kweneza(n)        | *goneˑznáˑn   | dAɢa:q’     | ʧɪnkaːt      | *              |